# 汪元功
汪元功（？—？），字君倩，號蒼衡，直隸徽州府歙縣人。明朝政治人物。

## 生平
萬曆二十二年（1594年），汪元功與弟汪有功同舉甲午科應天府乡试，中式第四十名舉人。萬曆二十三年（1595年）联捷乙未科會試第107名，三甲158名進士，兵部觀政，二十四年二月初授湖廣光化縣知縣，兼摄穀城，討平劇盗張經，二十六年夏丁母憂，二十九年補江西東鄉縣，改新建县知縣，三十五年七月行取擢兵部主事。歷知吉安、順德二府，四十八年七月升山西副使、備兵雲中，力行節省，完两年貢布一十六萬額。素囊部落与釀家構殺，馳往解之。歷山西右参政，天啓三年四月升山東按察使、霸州兵備，後為江西湖西兵備道兼攝岭北，滅洞賊，督河工，卒祀名宦。

## 家族
曾祖汪文。祖汪瓏。父汪可託，一名可孝，儒士。母方氏（1531年-1598年）。生四子：建功、元功、允功、有功（甲午舉人）。從兄汪一元（户部主事）。